# CD Numancia
Club Deportivo Numancia de Soria je španjolski nogometni klub iz grada Soria. Klub je osnovan 9. lipnja 1945. godine. Trenutačno se natječu u Segunda División. Svoje domaće utakmice igraju na Nuevo Estadio Los Pajaritos kapaciteta oko 8.727 mjesta. 

## Uspjesi
- Promocija u La Liga - 1998./99., 2003./04., 2007./08.
- Segunda División - osvajač 2007./08.
- Tercera División- osvajač 1961./62., 1962./63., 1965./66. i 1988./89.

## Poznati igrači
| - Damián Manusovich - Pedro Ojeda - Claudio Marini - Daniel Mayo - Daniel Fagiani - Dwight Pezzarossi - Aldo Osorio - Patricio Graff - Silvio González - Ariel Montenegro - Javier Malagueño - Ivan Rocha - Fabrice Moreau - Daniel Ngom Kome - Patrick Suffo - Hamilton Ricard - Raúl Muñoz | - Stephane Pignol - Kostas Kiassos - Nando Co - Imro Wielkens - André Schei Lindbæk - Constantin Barbu - Gabriel Popescu - Laurenţiu Roşu - Lee Chun-Soo - Alberto Rivera - Alberto Saavedra - Carlos Cuéllar - Mikel Alonso - Álvaro Nuñez - Jorge "Chispa" Delgado - Diego Jaume - Nathan Jones |

## Poznati treneri
- Mariano García Remón (2000./01.)

## Vanjske poveznice
- Službene stranice